# Torre del Gaucho
Der Torre del Gaucho ist ein Bauwerk in der uruguayischen Landeshauptstadt Montevideo.
Das vom Plaza Independencia aus sichtbare Bürogebäude befindet sich im Barrio Centro nur wenige Meter vom Palacio Municipal entfernt. Dort liegt das Gebäude an dem Punkt, an dem die Avenida 18 de Julio an der Einmündung der calle Constituyente eine Biegung nach Nordosten vollzieht.
Das erst 1995 realisierte, aber schon 1974 von Walter Pintos Risso entworfene, 27 Etagen umfassende Bau-Projekt weist eine Höhe von 95 Metern auf.